# Carmen Valdés
Carmen Valdés, född den 23 november 1954 i San José de las Lajas, Kuba, är en kubansk före detta friidrottare inom kortdistanslöpning.
Hon ingick i det kubanska lag som tog OS-brons på 4 x 100 meter vid friidrottstävlingarna 1972 i München.